# Sounds of the Underground
Il Sounds of the Underground è un festival itinerante estivo statunitense nato nel 2005 rivolto al panorama metalcore e più in generale al metal estremo.
Nel 2006 si è svolta anche un'edizione europea.

## Tour Stati Uniti 2005
- Lamb of God
- Clutch
- Poison the Well
- Opeth
- From Autumn To Ashes (lasciano a luglio per problemi personali)
- Unearth
- Chimaira
- Norma Jean
- Every Time I Die
- Throwdown
- GWAR
- Strapping Young Lad
- High on Fire
- All That Remains
- Madball
- DevilDriver
- Terror
- A Life Once Lost

Solo per alcuni concerti:
- Fear Before the March of Flames
- The Red Chord
- NORA
- The Black Dahlia Murder

## Tour Stati Uniti 2006
- As I Lay Dying
- In Flames
- Trivium
- Cannibal Corpse
- GWAR
- Terror
- The Black Dahlia Murder
- Behemoth
- The Chariot
- Through The Eyes Of The Dead

Solo per alcuni concerti:
- 3 Inches of Blood
- Above This Fire
- Break The Silence
- Converge
- Dog Fashion Disco
- E.Town Concrete
- Evergreen Terrace
- HORSE the Band
- It Dies Today
- Job for a Cowboy
- Killswitch Engage
- Machine Head
- Municipal Waste
- Ringworm
- Shadows Fall
- Still Remains
- Strength in Numbers
- This Is Hell
- Vision of Disorder

## Tour Europa 2006
- Chimaira
- Madball
- Unearth
- Terror
- All That Remains
- Manntis

## Tour Stati Uniti 2007
- Shadows Fall
- GWAR
- Chimaira
- Amon Amarth
- Darkest Hour
- Everytime I Die
- Necro (abbandona dopo pochi concerti a causa delle proteste del pubblico)
- Job for a Cowboy
- The Acacia Strain
- The Number Twelve Looks Like You
- Heavy Heavy Low Low
- Devil Wears Prada
- Goathwore

Per alcune date:
- Testament
- Behemoth
- Lamb of God
- Suicidal Tendencies
- Mushroomhead
- Hatebreed